# 리타 윌슨
마르가리타 이브라히모프(영어: Margarita Ibrahimoff 1956년 10월 26일 ~ )는 리타 윌슨(영어: Rita Wilson)이라는 예명으로 활동 중인 미국의 배우 및 가수이며, 톰 행크스의 부인이다.
로스앤젤레스에서 태어났으며 그녀의 어머니는 알바니아의 그리스와의 국경 근처 마을에서 태어난 그리스인이었고, 아버지 하산 할릴로프 이브라히모프(영어: Hassan Halilov Ibrahimoff, 1920년 ~ 2009년)는 그리스의 서트라키아 지방 출신의 포마크인으로 1949년 5월 4일 미국으로 이주했다. 그는 1960년에 그의 이름을 앨런 윌슨(Allan Wilson)으로 바꾸었는데, 그가 살던 거리 이름을 따 성씨를 삼았다. 리타는 그리스 정교회를 믿으며 자랐다.

## 출연 작품
- 애스터로이드 시티 - 웨더포드 부인 역
- 스토리 오브 어스
- 솔드 아웃
- 시애틀의 잠 못 이루는 밤